# José Cupertino da Fonseca e Brito
José Cupertino da Fonseca Brito (Vila Cova de Alva, ? — ?) foi um magistrado e político que, entre outras funções, foi juiz de fora em diversas comarcas, secretário geral do Governo Civil do Distrito de Coimbra, governador civil do Distrito da Horta (de 8 de Setembro a 20 de Dezembro de 1847), Deputado às Cortes Constituintes de 1820 e Conselheiro de Sua Majestade Fidelíssima.